# 榆树台站 (沈阳地铁)
榆树台站位于辽宁省沈阳市浑南区，是沈阳地铁9号线的车站，于2019年5月25日随九号线开通启用。车站名称“榆树台”来源于附近的榆树台村和国铁榆树台站。

## 车站结构
本站主体位于浑南区浑南西路，沿浑南西路路中呈东西走向，共设4个出入口。车站形式为地下双层岛式车站，地下一层为站厅层，地下二层为站台层，设置一组岛式站台。

### 车站楼层
| 1层               | 出入口 | 出入口 |
| B1层              | 站厅   | 乘客服务中心、自动售票机、自动售货机、安检                                                                      |
| B2层              | 站台   | \| \| \| █ 9号线往怒江公园（长白南） \| \| 島式 · 開左邊车门 \| \| \| \| \| \| █ 9号线往建筑大学（金阳大街） \| |
|                   |        | █ 9号线往怒江公园（长白南）                                                                                     |
| 島式 · 開左邊车门 |        | |
|                   |        | █ 9号线往建筑大学（金阳大街）                                                                                   |

### 车站出口
本站设置4个出入口，A、B出入口位于浑南西路北侧，其中A出入口朝向北，B出入口朝向西；C、D出入口位于浑南西路南侧，其中C出入口朝向西，D出入口朝向东，地面近B出入口处设置无障碍电梯。
本站的四个出入口完全按照沈阳地铁的出入口命名规则排列（东北侧为A出入口，之后沿逆时针方向排列）。
| 出口编号 | 出口指示 | 建议前往的目的地             |
| -------- | -------- | ---------------------------- |
| 出口 · A |          | 浑南西路、浑河站东街道办事处 |
| 出口 · B |          | 浑南西路、中海和平之门3期    |
| 出口 · C |          | 前榆路西                     |
| 出口 · D |          | 前榆路东                     |

## 接驳交通
本站附近无直接连接的接驳公共交通。

## 利用状况
本站虽名为“榆树台”，但距离前榆村、后榆村及榆树台火车站距离均较远，且车站附近建筑物较少，因此车站客流稀少，使用率在九号线车站之中处于较低水平。

## 历史
- 2019年5月25日 - 本站随9号线开通启用。